# Angelo Massafra
Angelo Massafra (San Marzano di San Giuseppe, 23 marzo 1949) è un arcivescovo cattolico italiano di etnia arbëreshe, dall'8 gennaio 2025 arcivescovo emerito di Scutari-Pult.

## Biografia
Nasce il 23 marzo 1949 a San Marzano di San Giuseppe, storica comunità albanese della Puglia.
Viene ordinato sacerdote dell'Ordine dei frati minori il 21 settembre 1974 per mano del vescovo di Lecce Francesco Minerva.
Il 7 dicembre 1996 papa Giovanni Paolo II lo nomina vescovo di Rrëshen e lo consacra vescovo il 6 gennaio successivo nella Basilica Vaticana. Il 28 marzo 1998 lo stesso papa lo nomina arcivescovo metropolita di Scutari. Il 25 gennaio 2005, a seguito alla riorganizzazione delle circoscrizioni ecclesiastiche dell'Albania, diviene primo arcivescovo metropolita dell'arcidiocesi di Scutari-Pult, nata dall'unione dell'arcidiocesi di Scutari e dalla diocesi di Pult.
Compie la visita ad limina apostolorum alla Sede di Pietro nel 2008 e nel 2017.
L'8 gennaio 2025 papa Francesco accoglie la sua rinuncia, presentata per raggiunti limiti di età, al governo pastorale dell'arcidiocesi di Scutari-Pult; gli succede l'arcivescovo coadiutore Giovanni Peragine.

## Genealogia episcopale e successione apostolica
La genealogia episcopale è:
- Cardinale Scipione Rebiba
- Cardinale Giulio Antonio Santori
- Cardinale Girolamo Bernerio, O.P.
- Arcivescovo Galeazzo Sanvitale
- Cardinale Ludovico Ludovisi
- Cardinale Luigi Caetani
- Cardinale Ulderico Carpegna
- Cardinale Paluzzo Paluzzi Altieri degli Albertoni
- Papa Benedetto XIII
- Papa Benedetto XIV
- Papa Clemente XIII
- Cardinale Enrico Benedetto Stuart
- Papa Leone XII
- Cardinale Chiarissimo Falconieri Mellini
- Cardinale Camillo Di Pietro
- Cardinale Mieczysław Halka Ledóchowski
- Cardinale Jan Maurycy Paweł Puzyna de Kosielsko
- Arcivescovo Józef Bilczewski
- Arcivescovo Bolesław Twardowski
- Arcivescovo Eugeniusz Baziak
- Papa Giovanni Paolo II
- Arcivescovo Angelo Massafra, O.F.M.

La successione apostolica è:
- Vescovo Ottavio Vitale, R.C.I. (2006)
- Vescovo Lucjan Avgustini (2007)